# Japón en los Juegos Olímpicos de Seúl 1988
Japón estuvo representado en los Juegos Olímpicos de Seúl 1988 por un total de 255 deportistas que compitieron en 23 deportes.  
La portadora de la bandera en la ceremonia de apertura fue la nadadora de sincronizada Mikako Kotani.

## Medallistas
El equipo olímpico japonés obtuvo las siguientes medallas:
| Nombre                                                                                           | Deporte               | Competición                  |
| ------------------------------------------------------------------------------------------------ | --------------------- | ---------------------------- |
| Oro                                                                                              |                       |                              |
| Hitoshi Saito                                                                                    | Judo                  | +95 kg M                     |
| Takashi Kobayashi                                                                                | Lucha libre           | 48 kg M                      |
| Mitsuru Sato                                                                                     | Lucha libre           | 52 kg M                      |
| Daichi Suzuki                                                                                    | Natación              | 100 m espalda M              |
| Plata                                                                                            |                       |                              |
| Atsuji Miyahara                                                                                  | Lucha grecorromana    | 52 kg M                      |
| Akira Ota                                                                                        | Lucha libre           | 90 kg M                      |
| Tomoko Hasegawa                                                                                  | Tiro                  | Pistola 25 m F               |
| Bronce                                                                                           |                       |                              |
| Yukio Iketani                                                                                    | Gimnasia artística    | Suelo M                      |
| Hiriyuki Konishi Takahiro Yamada Toshiharu Sato Daisuke Nishikawa Koichi Mizushima Yukio Iketani | Gimnasia artística    | Concurso completo por eqs. M |
| Shinji Hosokawa                                                                                  | Judo                  | –60 kg M                     |
| Yosuke Yamamoto                                                                                  | Judo                  | –65 kg M                     |
| Akinobu Osako                                                                                    | Judo                  | –86 kg M                     |
| Mikako Kotani                                                                                    | Natación sincronizada | Solo F                       |
| Miyako Tanaka Mikako Kotani                                                                      | Natación sincronizada | Dúo F                        |